# 왕종명
왕종명(1973년 8월 6일 ~ )은 대한민국의 언론인이다. 1999년부터 2001년까지 세계일보에서 기자로 활동했고, 2001년 MBC에 입사하여 기자로 활동하다 2018년부터 2022년까지 MBC 뉴스데스크 메인 앵커직을 맡았다. 현재는 MBC 워싱턴 특파원이다. 본관은 개성이며, 충청북도 청주 출생이다.

## 학력
- 1990~1992년 청주고등학교 졸업
- 1992~1999 성균관대학교 통계학 학사

## 경력
- 1999년 1월 1일 ~ 2001년 2월 28일 세계일보 기자
- 2001년 3월 1일 ~ 현재 MBC 보도국 기자
- MBC 통일외교부 기자
- MBC 보도국 사회부 기자
- MBC 앵커
- MBC 보도국 정치부 기자
- MBC 보도국 국제부 기자
- MBC 기자협회장
- 한국기자협회 부회장(MBC)
- MBC 보도국 앵커
- MBC 보도본부 보도국 정치사회에디터 정치팀 기자
- MBC 보도본부 보도국 정치사회에디터 정치부 기자
- 2022년 3월 ~ 현재  MBC 보도본부 보도국 워싱턴 특파원 및 워싱턴지국장

## 방송
- 《MBC 뉴스투데이》 : 2005년 4월 23일 ~ 2007년 3월 10일(주말)
- 《MBC 뉴스데스크》 : 2009년 5월 2일 ~ 2010년 10월 31일(주말) / 2018년 7월 16일 ~ 2022년 2월 25일 (평일)

## 영화
- 2022년 《비상선언》 - 뉴스 앵커 역 (특별출연)
- 2022년 《카터》 - 한국 앵커 역 (특별출연)

## 가족 관계
- 아버지: 왕윤수 (~2022년 11월 17일)
  - 슬하 1남
- 여동생: 왕종미 (1982년~) - 교사
  - 동서: 이성용 - 인테리어업